# Léon Chambeyron
Charles Marie Léon Chambeyron (Anse, 15 décembre 1827 - Nice, 10 juin 1891) est un navigateur et explorateur français.

## Biographie
Lieutenant de vaisseau, il continue les travaux d'hydrographie d'Anatole Bouquet de La Grye en Nouvelle-Calédonie en 1859 et lève durant quatre campagnes les côtes de l'archipel (1859-1863, 1868-1873, 1875-1877 et 1879-1881). Il y mène aussi de nombreuses études géologiques. 
Il cartographie ainsi les secteurs Canala-Pouébo, à l'est de la Grande Terre, et de la baie de Goro à l'île Tupeti; à l'ouest, les baies de Saint-Vincent et d'Uitoé et le port de Muso; au nord, les récifs de Cook, d'Entrecasteaux et des Français et relève l'île Baaba et l'île Pott. 
En outre, Chambeyron effectue lors de sa première campagne l'ascension du Mont Humboldt et, avec trois matelots, trois soldats indigènes et trois guides de la tribu Ounia, le 6 juillet 1862, une exploration dans l'intérieur à partir de N'Goé sur la côte sud. Il complète ainsi ses observations géodésiques du sommet d'un pic au sud-ouest du Humboldt. Le 11 juillet, il redescend par la plaine de Saint-Vincent à Tamoa où un chef ravitaille la troupe. 
En janvier 1863, Chambeyron fait une nouvelle traversée du sud de la Nouvelle-Calédonie depuis la baie N'Go jusqu'à l'embouchure de la Boulari, le but étant d'étudier la possibilité de colonisation du secteur. Après avoir relevé que la rivière des Kaoris n'est pas navigable, il parcourt la plaine des Lacs, décrit la cascade de la Madeleine et note que la région de Touaourou contraste largement avec l'inexploitable désert de la plaine des Lacs. 
À partir de 1867, Chambeyron fait paraitre les instructions nautiques sur la Nouvelle-Calédonie avec ses dix-huit cartes qui sont toujours en usage.

## Travaux
- Exploration faite de N'Goé à Port-de-France (en juillet 1862), Moniteur de la Nouvelle-Calédonie du 10 août 1862
- Reconnaissances opérées... à travers la partie méridionale de la Nouvelle-Calédonie, Moniteur de la Nouvelle-Calédonie du 22 mars 1863
- Note relative à la Nouvelle-Calédonie, Bulletin de la Société de géographie, 1875
- Le grand récif au nord de la Nouvelle-Calédonie, Bulletin de la Société de géographie, 1876

## Récompenses et distinctions
- Officier de la Légion d'honneur (7 janvier 1874)[2].
- Le chambeyronia a été nommé en son honneur.
- Une baie de Nouvelle-Calédonie porte son nom[3].